# L'Étrangleur (film)
Pour les articles homonymes, voir L'Étrangleur.
Pour plus de détails, voir Fiche technique et Distribution.
L'Étrangleur (Lady of Burlesque) est un film américain de 1943, réalisé par William A. Wellman.

## Synopsis
Dixie Daisy est l’une des vedettes d’un spectacle burlesque dans un théâtre de Broadway transformé en music-hall. Lolita, une des actrices de la troupe, est retrouvée assassinée. Dixie est très vite soupçonnée à cause de la rivalité qui régnait entre les deux femmes. Mais d’autres crimes inexpliqués sont bientôt commis et Dixie veut mettre en place un piège pour démasquer l’assassin.

## Fiche technique
- Titre : L'Étrangleur
- Titre original : Lady of Burlesque
- Réalisation : William A. Wellman
- Scénario : James Gunn d'après le roman de Gypsy Rose Lee The G-String Murders
- Production : Hunt Stromberg Productions
- Distribution : United Artists
- Musique : Arthur Lange
- Chorégraphie : Daniel Dare
- Photographie : Robert de Grasse
- Costumes : Natalie Visart et Edith Head pour les costumes de Barbara Stanwyck
- Direction artistique : Bernard Herzbrun
- Création des décors : Joseph B. Platt
- Montage : James E. Newcom
- Pays de production : États-Unis
- Langue : anglais
- Format : Noir et blanc - Son : Mono (Western Electric Mirrophonic Recording)
- Genre : comédie et film musical
- Durée : 91 minutes
- Dates de sortie : 
  - États-Unis : 1er mai 1943
  - France : 25 juin 1947

## Distribution

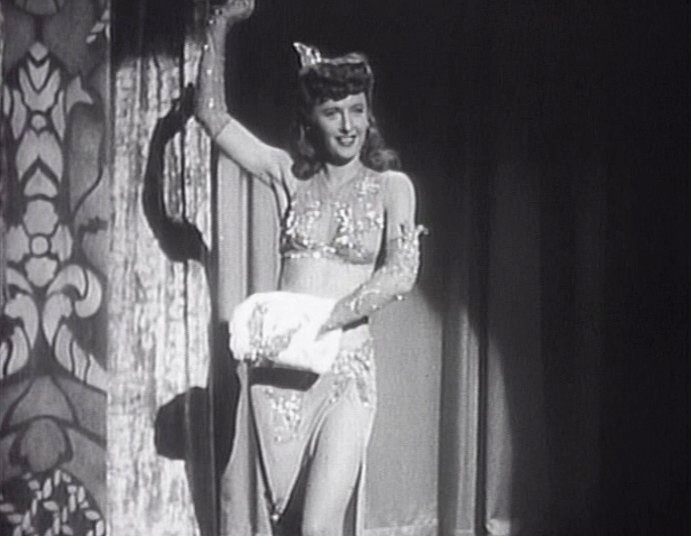
Barbara Stanwyck

- Barbara Stanwyck : Dixie Daisy
- Michael O'Shea : Biff Brannigan
- Charles Dingle : l'inspecteur Harrigan
- Iris Adrian : Gee Gee Graham
- Victoria Faust : Lolita La Verne
- Gloria Dickson : Dolly Baxter
- Marion Martin : Alice Angel
- Stephanie Bachelor (en) : la princesse Nirvena
- J. Edward Bromberg : S.B. Foss
- Frank Fenton : Russell Rogers
- Gerald Mohr : Louie Grindero
- Frank Conroy : Stacchi Stacciaro
- Pinky Lee (en) : Mandy
- Janis Carter : Janine
- Claire Carleton : Sandra

## Galerie

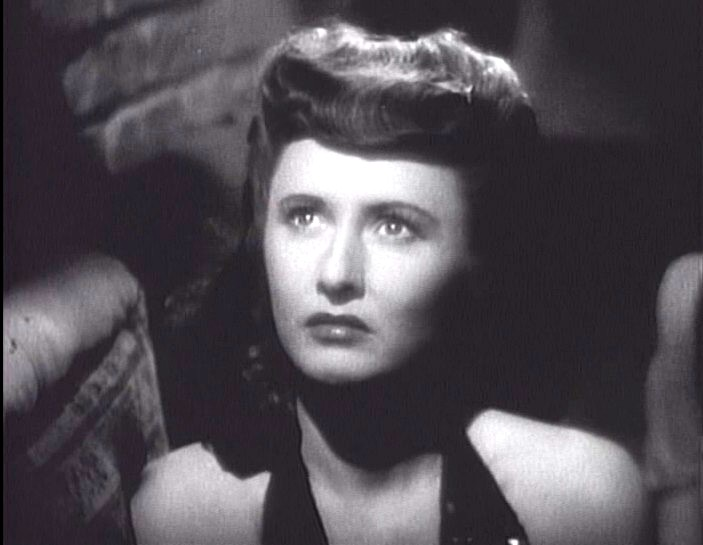
Barbara Stanwyck
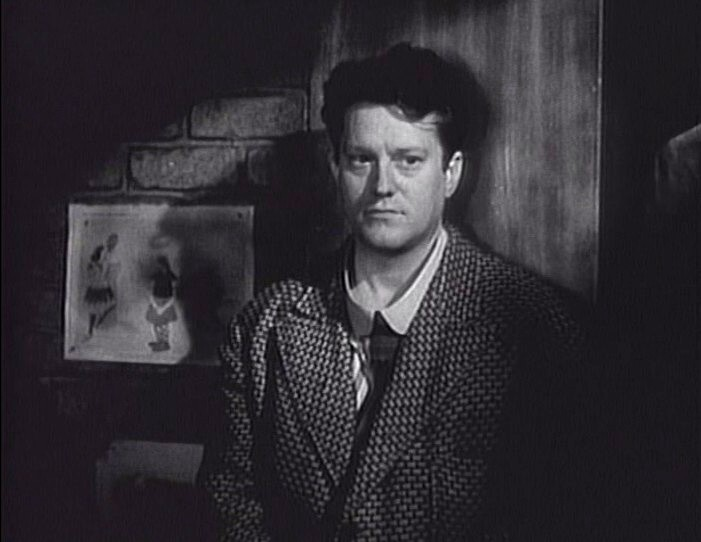
Michael O'Shea
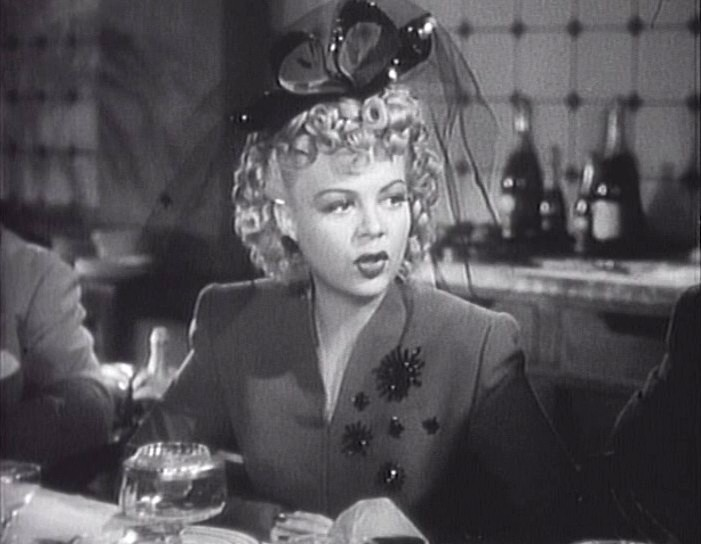
Iris Adrian
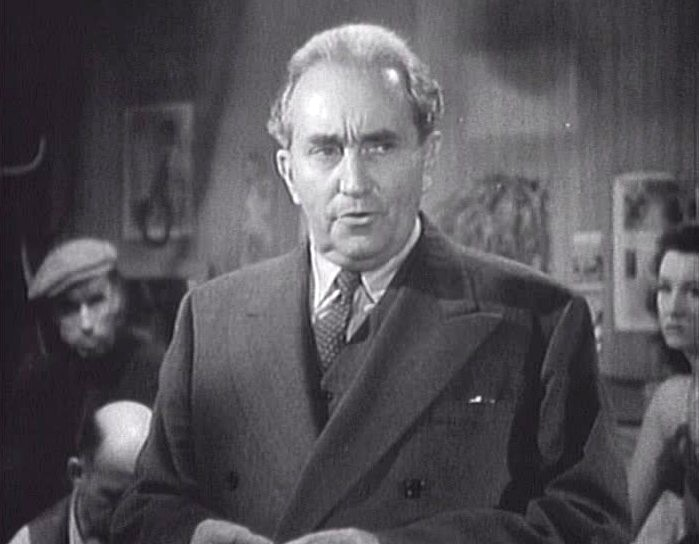
Charles Dingle
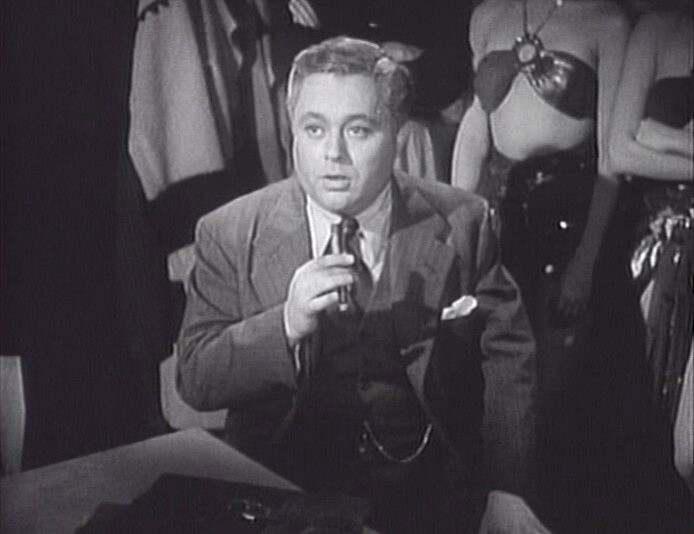
J. Edward Bromberg
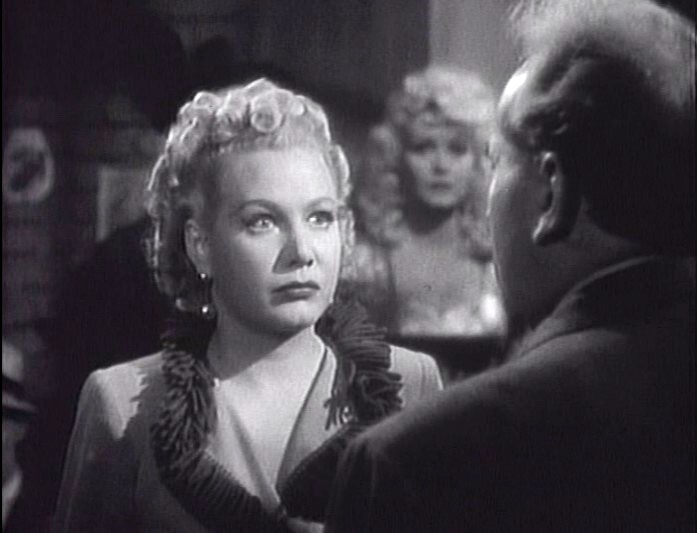
Gloria Dickson
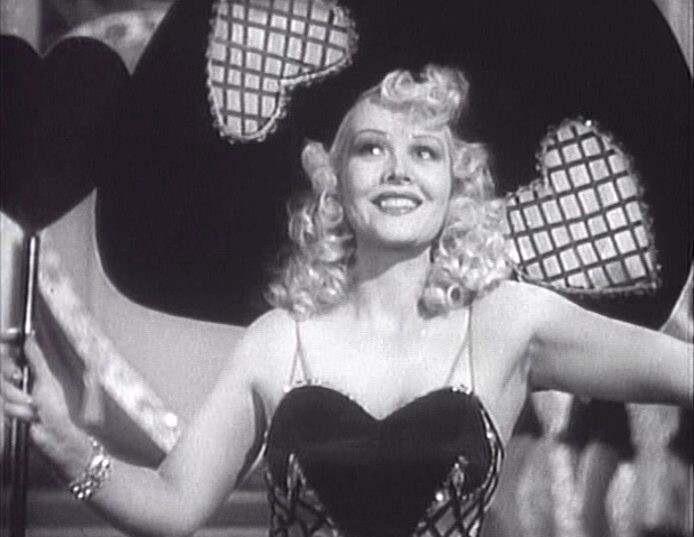
Marion Martin
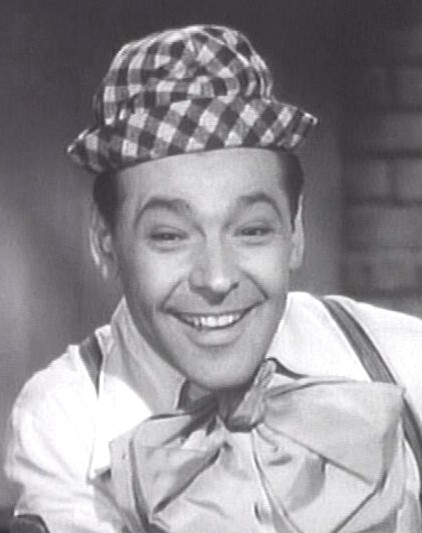
Pinky Lee (en)
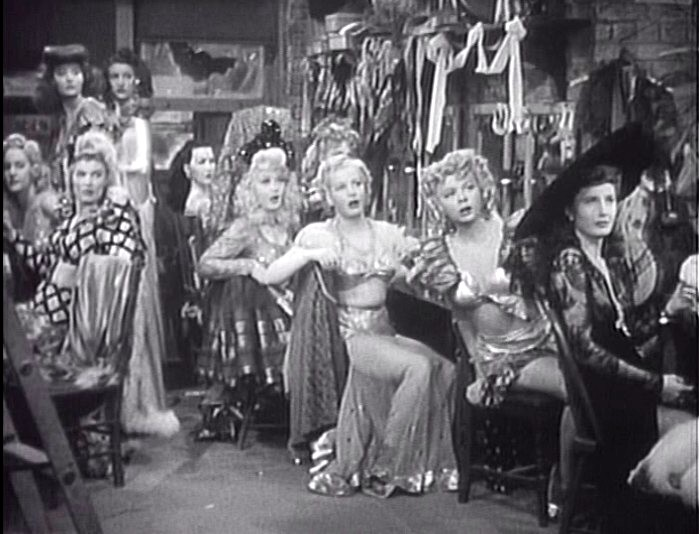
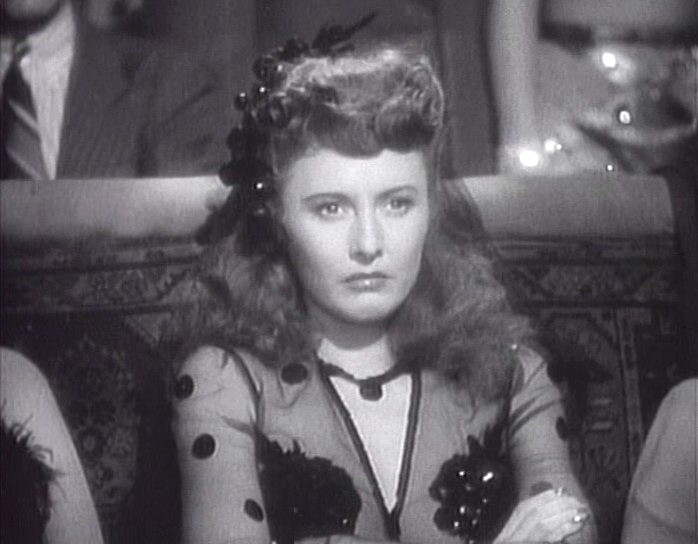